# Rallye Castrol Gemer 1995
Rajd Castrol Gemer 1995 – 7. edycja Rajdu Gemer. Był to rajd samochodowy rozgrywany od 4 do 5 sierpnia 1995 roku. Była to szósta runda Rajdowych Samochodowych Mistrzostw Polski w roku 1995. Rajd składał się z szesnastu odcinków specjalnych (jeden odwołano).

## Wyniki końcowe rajdu[1]
| Miejsce | Kierowca            | Pilot              | Samochód                 | Czas    | Strata | Grupa Klasa |
| ------- | ------------------- | ------------------ | ------------------------ | ------- | ------ | ----------- |
| 1       | Jozef Beres         | Michal Koci        | Ford Escort RS Cosworth  | 1:17:20 | -      | A8          |
| 2       | Krzysztof Hołowczyc | Maciej Wisławski   | Toyota Celica Turbo 4WD  | 1:17:26 | +6     | A8          |
| 3       | Stanislav Chovanec  | Henrich Kurus      | Ford Escort RS Cosworth  | 1:17:50 | +30    | A8          |
| 4       | Bogdan Herink       | Barbara Stępkowska | Renault Clio Maxi        | 1:18:30 | +1:10  | A7          |
| 5       | Waldemar Doskocz    | Aleksander Dragon  | Renault Clio Williams    | 1:24:04 | +6:44  | A7          |
| 6       | Robert Herba        | Andrzej Górski     | Mitsubishi Lancer Evo II | 1:24:06 | +6:46  | N4          |
| 7       | Wiesław Stec        | Artur Skorupa      | Ford Escort RS Cosworth  | 1:24:31 | +7:11  | N4          |
| 8       | Robert Kępka        | Klaudiusz Rak      | Renault Clio Williams    | 1:24:39 | +7:19  | A7          |
| 9       | Janusz Kulig        | Dariusz Burkat     | Opel Kadett GSI 16V      | 1:27:47 | +10:27 | N3          |
| 10      | Michał Rej          | Robert Bromke      | Nissan Sunny GTi         | 1:29:00 | +11:40 | N3          |
| 11      | Vladimir Palko      | Lubomir Palko      | Ford Escort RS Cosworth  | 1:29:40 | +12:20 | N4          |
| 12      | Waldemar Malinowski | Andrzej Grigorjew  | Opel Kadett GSI 16V      | 1:32:30 | +15:10 | N3          |
| 13      | Bedrich Habermann   | Ivan Hadzia        | Škoda Favorit            | 1:33:03 | +15:43 | A8          |
| 14      | Piotr Cekiera       | Artur Kobos        | Honda Civic VTi          | 1:33:53 | +16:33 | N2          |

1. 1 2 3 4  Nieliczony w klasyfikacji RSMP